# Oud-Empel
Oud-Empel é uma aldeia no município neerlandês de 's-Hertogenbosch, na província de Brabante do Norte com cerca de 80 habitantes (31 de dezembro de 2008, fonte: CBS). Está localizada ao longo do dique do rio Mosa, no norte de 's-Hertogenbosch. É oficialmente uma urbanização do bairro de Maaspoort. Oud-Empel pertenceu até 1971 ao antigo município de Empel en Meerwijk, que nesse ano foi anexado ao município de 's-Hertogenbosch.

## História
Oud-Empel fica a oeste da autoestrada A2, sobre o local onde anteriormente existiu a antiga aldeia de Empel.
Na Segunda Guerra Mundial a antiga aldeia de Empel foi duramente atingida pelo bombardeio aliado contra os alemães, causando a destruição das casas, da igreja e tornando instável a proteção do dique no rio Mosa. A população da antiga Empel foi então transferida mais para o interior do território, mais a sudeste do local, do outro lado da autoestrada A2, onde localiza-se atualmente a aldeia de Empel. Na ocasião, ainda não existia a rodovia, que só foi construída em 1971.
Mais tarde, o dique foi reparado e devolvido a alguns moradores que constituem a Old-Empel. Nos últimos anos, muitas das antigas casas foram reformadas, e outras novas foram construídas.